# Campolongo Maggiore
Campolongo Maggiore – miejscowość i gmina we Włoszech, w regionie Wenecja Euganejska, w prowincji Wenecja.
Według danych na rok 2004 gminę zamieszkiwało 9188 osób, 399,5 os./km².